# 魅族MX2
魅族 MX2（型号：M040）是魅族于2012年11月27日发布，2012年12月19日正式销售的旗舰智能手机产品。
此后，魅族 MX2 TD（型号：M045）于2013年6月27日发售。该系列手机有前黑后白和白色版两种外观，产品具有以下特点：革命性的Home键，3.15mm最窄边框（以手机最外层边框计算），不锈钢骨架等等。

## 手机配置
- 中央处理器：M5S核心，四核处理器，主频1.6GHz，三星定制，该CPU基于ARM Cortex-A9架构，内置了Mali 400 MP图形加速器。
- 随机存取存储器：2GB LPDDR2 双通道
- 唯讀記憶體：16GB、32GB和64GB
- 存储卡：不支持存储卡
- 操作系统：采用Android 4.1定制的Flyme OS 2.0操作系统
- 屏幕：4.4英寸16:10 new mode 2多点触摸屏幕
- 屏幕分辨率：1280×800
- 机身尺寸：124.9x64.9x10.2mm
  - 重量：142g
  - 颜色：普通版正面黑色，白色版正面为白色，MX2手机背面均为白色双料注塑外壳，也可换其他颜色的外壳
- 摄像头：800万像素背照式（英语：Back-illuminated sensor）CMOS蓝玻璃滤光片镜头，支持1080P 30帧/秒摄录、宽动态、9张高速连拍、四方向全景模式、陀螺仪对焦、笑脸拍照、手势拍照、74°广角等功能。前置720p背照式（英语：Back-illuminated sensor）CMOS镜头
- 音频输出：3.5mm耳机接口
- 通信能力：M040 GSM/GPRS/EDGE/WCDMA/HSPA+； M045 GSM/GPRS/EDGE/TD-SCDMA/HSPA
- 连接能力：蓝牙4.0、Wi-Fi/WAPI（802.11b/g/n）、WLAN Direct、MiniUSB、MHL、S/PDIF out、OTG
- 电池能力：1750mAh 锂聚合物电池；增强版：1900mAh 锂聚合物电池
- 内置传感器：GPS / A-GPS / GLONASS、惯性导航、触摸感应、环境光度感应、红外距离感应、重力感应、电子罗盘、陀螺仪